# Фонетично членение на речта

## Фраза
Изреченията се състоят от думи, които поотделно имат определен смисъл. От фонетично гледище изречението представлява верига от звукове, която се характеризира със завършена информация, съответстваща на характера и смислово-емоционалното му съдържание. Отделните изречения са разграничени с паузи. С оглед на фонетичните особености на изречението някои езиковеди го наричат фраза (от гръцки φράση, изречение, израз). Следователно фразата е най-голямата фонетична единица, завършена по смисъл. От своя страна тя се разчленява на по-малки фонетични единици – тактове и срички.

## Фонетичен такт
„Тактът“ в рамките на фразата е фонетична единица, която се характеризира с едно ударение (някои езиковеди означават това понятие с термина „фонетична дума“, а такта определят като по-голяма фонетична единица, която се изговаря с един издишен тласък). Тактът е редица от звукове, обединени от ударението и непрекъсвани от пауза (защото между отделните тактове има малки паузи). Той може да се състои от една-единствена дума, но може да обхваща и повече думи.